# Enrico Arrigoni
Enrico Arrigoni, che operò sotto lo pseudonimo di Frank Brand, (Pozzuolo Martesana, 20 febbraio 1894 – 7 dicembre 1986) è stato un anarchico individualista italoamericano, oltre che un tornitore, imbianchino, muratore, drammaturgo e attivista politico influenzato da il lavoro di Max Stirner.

## Biografia
Prese lo pseudonimo di "Brand" da un personaggio di fantasia in una delle commedie di Henrik Ibsen. Negli anni '10 del '900 fu coinvolto nell'attivismo anarchico e nelle manifestazioni contro la guerra intorno a Milano. Dagli anni '10 fino agli anni '20, partecipò ad attività anarchiche e rivolte popolari in vari paesi tra cui la Svizzera, Germania, Ungheria, Argentina e Cuba.
Visse dagli anni '20 in poi a New York, e lì curò, dal 1928, la rivista anarchica individualista Eresia. Scrisse anche per altre testate anarchiche americane come L'Adunata dei Refrattari, Cultura Obrera, Controcorrente e Intessa Libertaria. Durante la guerra civile spagnola, andò a combattere con gli anarchici ma fu imprigionato e fu aiutato nel suo rilascio da Emma Goldman. In seguito, Arrigoni divenne un membro di lunga data del Libertarian Book Club di New York. Visse negli Stati Uniti come immigrato illegale.
Negli anni '60 aiutò gli anarchici cubani che stavano subendo la repressione del regime marxista-leninista di Fidel Castro, da poco tempo al potere. Insieme all'anarchico cubano esiliato Manuel Ferro, iniziarono una campagna nella stessa Italia, rivolgendosi al più importante periodico anarchico italiano, Umanità Nova, la pubblicazione ufficiale della Federazione anarchica italiana, con l'idea di controbilanciare l'innegabile influenza de L'Adunata dei Refrettari nella comunità anarchica italo-americana; soprattutto però vi era la volontà di rispondere a una serie di articoli pro-rivoluzione cubana pubblicati su quel settimanale da Armando Borghi. Umanità Nova rifiutò di pubblicare gli articoli di Ferro (tradotti da Arrigoni), dicendo che non volevano creare polemica. A quel punto Arrigoni li accusò di essere al soldo dei comunisti, e alla fine pubblicarono le risposte di Ferro a Borghi. Pochi mesi dopo, Borghi - ignorando i punti sollevati da Ferro - pubblicò una nuova difesa del castrismo su L'Adunata, ma Umanità Nova si rifiutò di pubblicare la risposta di Ferro ad essa. Arrigoni tradusse anche articoli scritti da Ferro che vennero pubblicati sulla stampa anarchica di Francia, Italia, Messico e Argentina. Secondo Ferro, «Nella maggior parte dei nostri ambienti [questi articoli] sono stati accolti con dispiacere», a causa dell' "entusiasmo" con cui era stata accolta la rivoluzione cubana. Ma in altri casi, gli anarchici si mobilitarono per la causa libertaria cubana. Reconstruir ("Ricostruire") a Buenos Aires, la cui casa editrice, Colectivo, pienamente identificata con gli anarchici cubani, ha pubblicato tutte le opere di Ferro.
Morì a New York a 92 anni il 7 dicembre 1986.
Lo scrittore anarchico americano Hakim Bey nel 1991 parlava di Arrigoni in questo modo: «Come gli stirneristi italiani (che ci hanno influenzato attraverso il nostro defunto amico Enrico Arrigoni) sosteniamo tutte le correnti anti-autoritarie, nonostante le loro apparenti contraddizioni».

## Opere scritte
- (EN) The totalitarian nightmare (1975)
- (EN) The lunacy of the Superman (1977)
- (EN) Adventures in the country of the monoliths (1981)
- (EN) Freedom: my dream, dapprima pubblicato dal Libertarian Book Club nel 1937, ristampato dal Western World Press e 1986, e da LBC Books (Little Black Cart), marzo 2012[6].